# Зиэл
Зиэл (греч. Ζιαήλας) — царь Вифинии, правивший с середины III века до 228 года до н. э.
Изгнанный и лишённый наследства отцом из-за интриг его мачехи Этазеты, Зиэл бежал из Вифинии и нашёл убежище у царя Армении. После смерти отца он вторгся в Вифинию и после непродолжительной войны завладел престолом. Желая освободиться от опасных соседей — галлов, поселившихся в Малой Азии, — он задумал умертвить их вождей, но план был открыт, и Зиэл сам пал под ударами галлов (около 228 года до н. э.). Сменил трон его сын Пруссий I (ок. 230—182 гг. до н. э.).